# Karłomyszowate
Karłomyszowate, szczuroskoczki (Heteromyidae) – rodzina ssaków z infrarzędu bobrokształtnych (Castorimorphi) w obrębie rzędu gryzoni (Rodentia).

## Występowanie
Karłomyszowate są spotykane w rejonach na zachód od Missisipi w Ameryce Północnej, w Ameryce Środkowej i na północnym wschodzie Ameryki Południowej. Przedstawiciele tej rodziny preferują tereny pustynne, jednakże są wśród nich gatunki zamieszkujące lasy i środowiska porośnięte trawą.

## Wygląd
Karłomyszowate mają charakterystyczny wygląd – kończyny przednie są krótkie i delikatne, a nogi tylne silne i wydłużone – przypominają tym małe kangury.
Podobne są również do koszatniczki.

## Pokarm i sposób odżywiania
Tak jak goffery, karłomyszowate posiadają zewnętrzne kieszenie na bokach głowy, które służą do przenoszenia pokarmu. Odżywiają się głównie nasionami, które zrywają przednimi łapami. Ich pokarmem są również zielone części roślin, rzadziej owady i inne bezkręgowce. Niektóre gatunki nigdy nie piją wody, zadowalając się płynami zawartymi w tkankach roślin. Pokarm zbierany jest w bezpośrednim sąsiedztwie nory, w której kryją się w razie niebezpieczeństwa. Polują na nie węże, ptaki, kojoty, lisy, łasice, borsuki, skunksy, rysie i pumy.

## Tryb życia
Wszystkie gatunki prowadzą przeważnie nocny tryb życia, mieszkają w wykopanych przez siebie norach, w których znajdują się specjalne pomieszczenia służące jako komory gniazdowe, sypialnie i magazyny z zapasami pokarmu. W ciągu dnia, gdy śpią, zatykają wejścia do komór ziemią, co pozwala utrzymać stałą temperaturę i odpowiednią wilgotność powietrza w środku.

## Rozród i potomstwo
Prawdopodobnie rozmnażają się o każdej porze roku, samice corocznie wydają na świat kilka miotów. Liczba młodych w miocie jest zmienna – od jednego do ośmiu – rodzą się w specjalnie zbudowanych gniazdach wewnątrz nory.

## Systematyka
Do rodziny karłomyszowatych należą następujące występujące współcześnie podrodziny:
- Heteromyinae J.E. Gray, 1868 – karłomyszy
- Perognathinae Coues, 1875 – szczuroskoczniki
- Dipodomyinae P. Gervais, 1853 – szczuroskoczki

Opisano również podrodzinę wymarłą:
- Mioheteromyinae Korth, 1997

Rodzaje wymarłe o niepewnej pozycji systematycznej i nie sklasyfikowane w żadnej z powyższych podrodzin:
- Korthomys Lindsay & Reynolds, 2008[9] – jedynym przedstawicielem był Korthomys formicorum (Wood, 1935)
- Mookomys Wood, 1931[10]
- Paratrogomys Lindsay & Reynolds, 2008[11] – jedynym przedstawicielem był Paratrogomys whistleri Lindsay & Reynolds, 2008
- Proheteromys Wood, 1932[12]
- Trogomys W.G. Reeder, 1960[13]